# Eleazar Anzerski
Eleazar Anzerski (Елеазар Анзерский), nazwisko świeckie: Siewriukin (ur. Kozielsku, zm. na Wyspach Sołowieckich) – święty mnich prawosławny. 
Urodził się w rodzinie kupców w Kozielsku. Za zgodą rodziców wstąpił do Monasteru Sołowieckiego, gdzie pracował nad rozbudową klasztoru i wykonywał z drewna ozdoby dla wznoszonego soboru Przemienienia Pańskiego. W 1612 igumen zgodził się, by mnich Eleazar opuścił wspólnotę i samotnie zamieszkał na wyspie Anzerskij. W 1616 złożył śluby wielkiej schimy. Wkrótce wokół niego zaczęli gromadzić się uczniowie, którzy założyli na jego wyspie skit Trójcy Świętej. Jego mieszkańcy nadal prowadzili życie pustelnicze i spotykali się jedynie w czasie Świętej Liturgii. Eleazar zajmował się również przepisywaniem ksiąg. Miał zostać obdarzony darem przewidywania przyszłości. Zmarł 13 stycznia 1656.
Jednym z uczniów duchowych schimnicha Eleazar był mnich Nikon (Minow), późniejszy patriarcha moskiewski i całej Rusi. Złożył on śluby zakonne w skicie kierowanym przez Eleazara i przeżył w nim pierwsze lata swojego życia mniszego, jednak w 1639 przeniósł się do innego klasztoru po konflikcie z przełożonym